# Shahrestān-e Aznā
Shahrestān-e Aznā (persiska: شهرستان ازنا, ازنا) är en delprovins (shahrestan) i Iran.   Den ligger i provinsen Lorestan, i den centrala delen av landet, 300 km sydväst om huvudstaden Teheran.
Delprovinsen hade 74 936 invånare 2016.